# Gazelle Twin
Gazelle Twin eller Elizabeth Bernholz (födelsenamn Walling), är en brittisk låtskrivare, producent, och artist från Brighton, England. Hennes kritikerrosade debutalbum, The Entire City, släpptes i juli 2011. Albumet innehåller hennes två tidigare inspelade singlar, "Changelings" (2010) samt I Am Shell I Am Bone (2011). Under 2014 släppte hon sitt andra album, Unflesh.
Walling blev inspirerad av att skapa projektet när hon såg Fever Ray uppträda på Loop Festival 2009. Hon påpekade hur "hennes uppträdande påminde mig om hur kraftfull och frigörande utklädnad är, och jag blev intresserad av påverkan av förklädnad".
Hon är gift med den lokale musikern Jez Bernholz som även uppträder med henne på scen.

## Diskografi
Album
- 2011: The Entire City (Anti-Ghost Moon Ray Records, AGMR)
- 2012: The Entire City Remixed (AGMR)
- 2014: Unflesh
- 2016: Out of Body (Last Gang Recordings)

EP
- 2013: Mammal (7-track EP) (Sugarcane Recordings)

Singlar
- 2010: "Changelings" (Something Nothing Records)
- 2011: "I Am Shell I Am Bone"
- 2011: "Men Like Gods" (AGMR)
- 2014: "Belly Of The Beast" (AGMR)
- 2014: "Anti Body" (AGMR)
- 2014: "GUTS" (AGMR)
- 2014: "Human Touch" (AGMR)